# Вениамин (монах)
Вениами́н (вторая половина XV века) — монах доминиканского Эммаусского монастыря в Праге, переводчик Библии.
Являлся участником литературного кружка новгородского архиепископа Геннадия.
К 1493 году перевёл несколько книг Ветхого Завета (Ездры, Маккавеев, Неемии, Паралипоменон, Премудрости Соломона, Товита, Юдифи, некоторые главы книги Иезекииля и книги Иеремии), которых не было среди библейских текстов, переведённых на славянский язык с Септуагинты. Вениамин перевёл их с Вульгаты с предисловиями Иеронима Стридонского. Эти переводы были включены в Геннадиевскую Библию.